# ياسين ميرابي
ياسين مرابي (ولد في 7 أوت 1966 سياسي جزائري عين عضوا في حكومة بن عبد الرحمان بمنصب وزير التكوين والتعليم المهنيين بتاريخ 7 جويلية 2021.

## المسار السياسي
يعد مرابي مناضلا في حزب حركة البناء الوطني حيث شغل منصب نائب رئيس الحركة وكان قبلها رئيس القسم الوطني للشباب والطلبة بالحزب، انتخب بالمجلس الشعبي الولائي بسيدي بلعباس لعهدتين أولهما كانت ما بين سنة 1997إلى سنة 2002 والثانية كانت ما بين سنة 2007 إلى سنة 2012، ترأس في عهدته الأولى لجنة الاستثمار في المجلس وعين نائبا لرئيس لجنة التربية والثقافة والتعليم العالي في عهدته الثانية، كما انتخب في سنة 2002 كعضو في المجلس البلدي لبلدية سيدي بلعباس وترأس لجنة الثقافة والرياضة في المجلس

## المسار الدراسي
تحصل ياسين مرابي على شهادة باكلوريا آداب بسيدي بلعباس سنة 1985 ثم واصل دراساته العليا بوهران حيث تحصل على شهادة ليسانس في الفلسفة في جوان 1990 ثم شهادة ماجيستر في الفلسفة سنة 2009، وتحصل على الدكتوراه في العلوم بعنوان"فلسفة الاختلاف في الفكر العربي دراسات في التراث الاجتماعي والفلسفي"، ودرس سنة ثانية ليسانس في العلوم القانونية والإدارية، شارك في عدة ملتقيات وطنية وتربصات علمية في الخارج

## المسار المهني
درس ياسين مرابي الفلسفة في الثانوية منذ سنة 1990، وانتقل كأستاذ محاضر في جامعة سيدي بلعباس بكلية العلوم الإنسانية والاجتماعية جامعة جيلالي اليابس من 02-01-2011 كما عين كعضو اللجنة العلمية لقسم العلوم الاجتماعية ثم عضو مخبر الدراسات والبحوث الاجتماعية بنفس الجامعة